# Loloma Livingston
Pour les articles homonymes, voir Livingston.
Loloma Irene Livingston, dite également Loma Livingston, née vers 1921 et morte le 23 juillet 2010, est une femme politique fidjienne.

## Biographie
D'ascendance européenne, elle est Fidjienne de quatrième génération. Elle est infirmière de profession, et passionnée d'automobile, membre d'un club d'amateurs de voitures dans le nord-ouest des Fidji et capable de « démonter une voiture puis de la remettre en l'état ».
Elle est choisie comme candidate du Parti de l'Alliance dans la circonscription ouest pour les élections législatives fidjiennes de 1966 et, après avoir mené une campagne très active, est élue avec 51,2 % des voix face à un unique adversaire indépendant. Les femmes venant seulement d'obtenir le droit de vote, elle est l'une des deux premières femmes élues au Conseil législatif des Fidji, avec Irene Jai Narayan.
Loloma Livingston meurt dans le Queensland, en Australie, à l'âge de 89 ans.